# Nephrangis filiformis
Nephrangis filiformis är en orkidéart som först beskrevs av Friedrich Fritz Wilhelm Ludwig Kraenzlin, och fick sitt nu gällande namn av Victor Samuel Summerhayes. Nephrangis filiformis ingår i släktet Nephrangis och familjen orkidéer. Inga underarter finns listade i Catalogue of Life.